# Button's Green
Button's Green is een klein gehucht in het bestuurlijke gebied Babergh, in het Engelse graafschap Suffolk. Het maakt deel uit van de civil parish Cockfield, en is een van de acht greens die samen het dorp Cockfield vormen. Van het handjevol gebouwen in het gehucht is Button's Green Farmhouse een beschermd monument (Grade II) van middeleeuwse oorsprong.

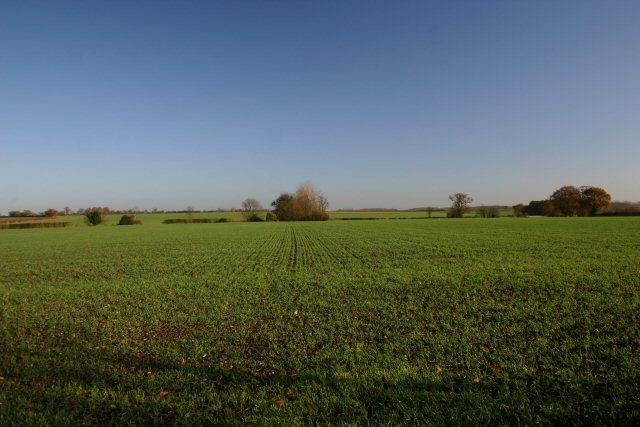
Akkerland bij Button's Green